# 塔波拉區
塔波拉區是坦桑尼亞的26行政區之一，位於該國西北部，首府塔波拉，北面是欣延加區，東臨辛吉達區，南接姆貝亞區，西南面是魯夸區，西北是基戈馬區，2002年人口1,717,908。

## 外部連結
- Tabora Region Homepage for the 2002 Tanzania National Census
- Tanzanian Government Directory Database